# Jean-Marie Lang
Pour les articles homonymes, voir Lang.
Jean-Marie Lang, né le 13 mai 1943 à Offemont (Territoire de Belfort) et mort le 16 juillet 2021 à Oberhausbergen (Bas-Rhin), est un professeur d’immuno-onco-hématologie et praticien hospitalier français, ayant exercé au Nouvel Hôpital civil  de Strasbourg. Il est professeur honoraire de l’Université de Strasbourg.

## Biographie
Jean-Marie Lang suit l’enseignement du professeur Robert Waitz à la faculté de médecine de l’université Louis Pasteur. Il soutient sa thèse sur les « cultures mixtes de lymphocytes : recherche d’une inhibition spécifique de la réponse immunologique aux spécificités antigéniques du donneur chez des patients transplantés du rein » en 1971.
Spécialisé depuis 1983 dans la lutte contre le VIH, il est coordinateur régional pour le sida aux Hôpitaux universitaires de Strasbourg et responsable du Centre régional de référence du traitement du VIH / sida « Le Trait d’Union » au sein du Nouvel Hôpital Civil de 1987 à 2011,,.
Avec le professeur Willy Rozenbaum, chef du service des maladies infectieuses et tropicales de l’Hôpital Saint-Louis de l’Assistance publique des hôpitaux de Paris (APHP), et Sophie Delaunay, responsable du département « projets » du groupe ESTHER (Ensemble pour une Solidarité Thérapeutique Hospitalière En Réseau), Jean-Marie Lang signe en 2007 un accord de coopération entre la France et le Laos avec le ministre laotien de la Santé, Pomnek Dalaloy, et l’ambassadeur de France au Laos,.
Jean-Marie Lang prend sa retraite en 2011. Il meurt à l'âge de 78 ans, le 16 juillet 2021 à Oberhausbergen.

## Autres activités
- Membre du comité scientifique du Guide  Têtu.
- Président du Corevih-Alsace jusqu’en 2012.

## Publication
- Le SIDA en Alsace, Bulletin d’information - Observatoire régional de la Santé d’Alsace ; no 3, 1987.

### Publications collectives
- (en) Albert, Anne ; Bellocq, Jean-Pierre ; Bergerat, Jean-Pierre ; Falkenrodt, Annie ; Lang, Jean-Marie ; Levy, Salomon ; Mayer, Simone ; Ruch, Jean-Victor ; Tongio, Marie-Marthe ; Francoise Uettwiller et al. « Membrane markers, karyotypic abnormalities, ultrastructure and functional properties of lymphocytes in a case of ‘D-cell’ chronic lymphatic leukemia » Leukemia Research 1984;8(2):223-237.
- (en) Aleksijevic, Alexandre ; Falkenrodt, Annie ; Lang, Jean-Marie ; Mayer, Simone ; Oberling, Francis. « Immunomodulation with diethyldithiocarbamate in patients with aids-related complex » The Lancet 1985 ; 326 (8463) : 1066.
- (en) Jean-Marie Lang, Christian Trepo, Myriam Kirstetter, Laurence Herviou, Geneviève Retornaz, Gérard Renoux, Mircea Musset, Jean-Louis Touraine, Patrick Choutet, Annie Falkenrodt, Jean-Michel Livrozet, Françoise Touraine, Micheline Renoux, Jean Caraux, The Aids-Imuthiol French Study Group Randomised, double-blind, placebo-controlled trial of Ditiocarb sodium ('Imuthiol') in Human Immunodeficiency Virus infection, The Lancet, Volume 332, Issue 8613, Pages 702 - 706, 24 September 1988.
- (en) Aleksijevic, Alexandre ; Cremel, Gérard ; Falkenrodt, Annie ; Giron, Cathy ; Hubert, Pierre ; Lang, Jean-Marie ; Mayer, Simone ; Mutet, Christine ; Oberling, Francis ; Waksman, Albert. « Decreased membrane “fluidity” of T lymphocytes from untreated patients with Hodgkin's disease » Leukemia Research 1986;10(12):1477-84.
- « La technique, vraie modalité de la médecine » in Du médical à l'éthique. Collection « Revue d’éthique et de théologie morale » no 178, Éditions du Cerf, Paris, septembre 1991.

## Documentaire
- Positifs, documentaire de Loïc Mahé. Coproduction Faites un vœu / France 3. 55 min. - 2012. Bande-annonce France 3.